# Toda Mosui
Toda Mosui (戸田 茂睡, nom véritable « Toda Yasumitsu » (戸田 恭光) ; 1629-1706) est un samouraï, un poète waka et un érudit du kokugaku.
Fils d'un vassal de Tokugawa Tadanaga, il se consacre comme ses contemporains Shimokōbe Chōryū et Keichū à l'étude de l'anthologie Manyōshū ce qui marque le début de l'école nationale Kokugaku. Il est également connu comme poète waka. Il devient moine shinto à la fin de sa vie.

## Source de la traduction
- (de) Cet article est partiellement ou en totalité issu de l’article de Wikipédia en allemand intitulé « Toda Mosui » (voir la liste des auteurs).